# Quảng Thành, Hải Hà
Quảng Thành là một xã thuộc huyện Hải Hà, tỉnh Quảng Ninh, Việt Nam.
Địa lí:
+ Phía Đông giáp Biển Đông, xã Quảng Minh và xã Quảng Nghĩa;
+ Phía Tây giáp xã Quảng Đức, xã Quảng Sơn và xã Quảng Thịnh;
+ Phía Bắc giáp xã Quảng Đức và xã Quảng Nghĩa;
+ Phía Nam giáp xã Quảng Thịnh, Quảng Chính và xã Quảng Minh.
Xã Quảng Thành có diện tích 30,4 km², dân số năm 1999 là 2723 người, mật độ dân số đạt 90 người/km². Nơi tập trung dân cư đông đúc là Ngã tư Chợ Chiều.
Quảng Thành có 6 thôn.
Lịch sử:
Xã Quảng Thành trước đây là xã Mã Tế Nam thuộc huyện Hà Cối, tỉnh Quảng Ninh. Ngày 16 tháng 1 năm 1979, Hội đồng Chính phủ ban hành Quyết định 17-CP quyết định đổi tên xã Mã Tế Nam thành xã Quảng Thành.
Năm 2001, sau khi tách huyện Quảng Hà thành hai huyện Đầm Hà và Hải Hà, xã Quảng Thành thuộc huyện Hải Hà mới tái lập.
Giao thông:
Xã Quảng Thành có các đường quốc lộ 18 và quốc lộ 18B chạy qua với tổng chiều dài 7,8 km và xã có đường cao tốc Hải Phòng - Móng Cái chạy qua với chiều dài 5 km.